# Kangaroo
Kangaroo, còn được Việt hóa thành Kăng-gu-ru hay Chuột túi, là một nhóm các loài thú có túi thuộc họ Chân to (Macropodidae). Từ kangaroo thường dùng để chỉ một số loài lớn nhất trong họ này như Kangaroo đỏ, Kangaroo Antilopin và Kangaroo xám. Kangaroo còn có nhiều loài nhỏ hơn. Kangaroo cùng với Đà điểu Emu là biểu tượng của Úc, xuất hiện trên quốc huy.
Sa mạc nước Úc vào ban ngày rất nóng, nhưng Kangaroo có thể sống được lâu dài trên đó. Khi quá nóng, chúng sẽ liếm cặp chân trước (vốn có ít lông). Khi nước bọt bay hơi, nó sẽ làm mát máu bên dưới lớp da, từ đó giúp điều hoà nhiệt độ cho toàn toàn cơ thể.

## Kangaroo con
Kangaroo thuộc nhóm động vật mà con của chúng được sinh ra trước khi phát triển đầy đủ, sau đó được mang trong túi. Thông thường, chúng sinh ra mỗi lứa một con. Lúc sinh, chuột con có màu đỏ, chưa có mắt và tai rất nhỏ: dài khoảng 1 inch (2,54 cm), nặng khoảng 0,8 đến 1 gam. Chúng bò đến túi của mẹ để bú rồi ở đó trong khoảng 8 tháng. Sau khi ra ngoài, chúng vẫn phải bú sữa mẹ đến 1 tuổi.

## Đôi chân

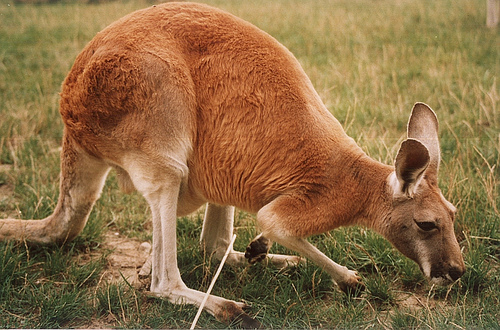
Kangaroo đỏ

Tất cả các loài kangaroo đều có chân sau khoẻ, bàn chân dài và hẹp. Chúng ngồi trên những đôi chân này và đuôi xù to vững chắc. Nếu kiếm ăn hoặc di chuyển ở tốc độ chậm, chúng dùng tất cả bốn chân, còn khi đi nhanh thì chúng di chuyển bằng cách nhảy vọt. Đuôi của chúng giúp cơ thể giữ thăng bằng khi nhảy. Khi có giao tranh giữa hai con đực, chúng có thể đứng trên đuôi và dùng hai chân sau để tự vệ.

## Kiếm ăn
Kangaroo chủ yếu hoạt động vào ban đêm. Vào những tháng mát trời, chúng có thể kiếm ăn cả ngày. Thức ăn của chúng chủ yếu là nấm, các loài cây, sâu bọ,...

## Sinh trưởng đặc biệt
Con đực của một số loài trong nhóm Kangaroo có khả năng sinh trưởng liên tục trong suốt cuộc đời. Đây là một khả năng rất đặc biệt trong thế giới động vật được gọi là sinh trưởng vô hạn.

## Thịt
Trong lịch sử, kangaroo đã từng là nguồn cung cấp thức ăn cho thổ dân châu Úc. Thịt kangaroo có nhiều protein và ít chất béo (với khoảng 2%). Thịt của chúng có hàm lượng axit linoleic tiếp hợp cao so với các loại thực phẩm khác và cũng là một nguồn giàu vitamin với cả khoáng chất.

## Tự vệ
Khi gặp nguy hiểm, kangaroo thường dựa cơ thể lên trên chiếc đuôi vững chắc của nó, dùng hai chân sau với móng nhọn sắc để đá tung kẻ thù lên hoặc ôm chặt lấy kẻ thù bằng hai chân trước, ôm đến nghẹt thở hoặc nhấn xuống nước rồi dìm cho đến chết.